# Gmina ewangelicka w Braniewie

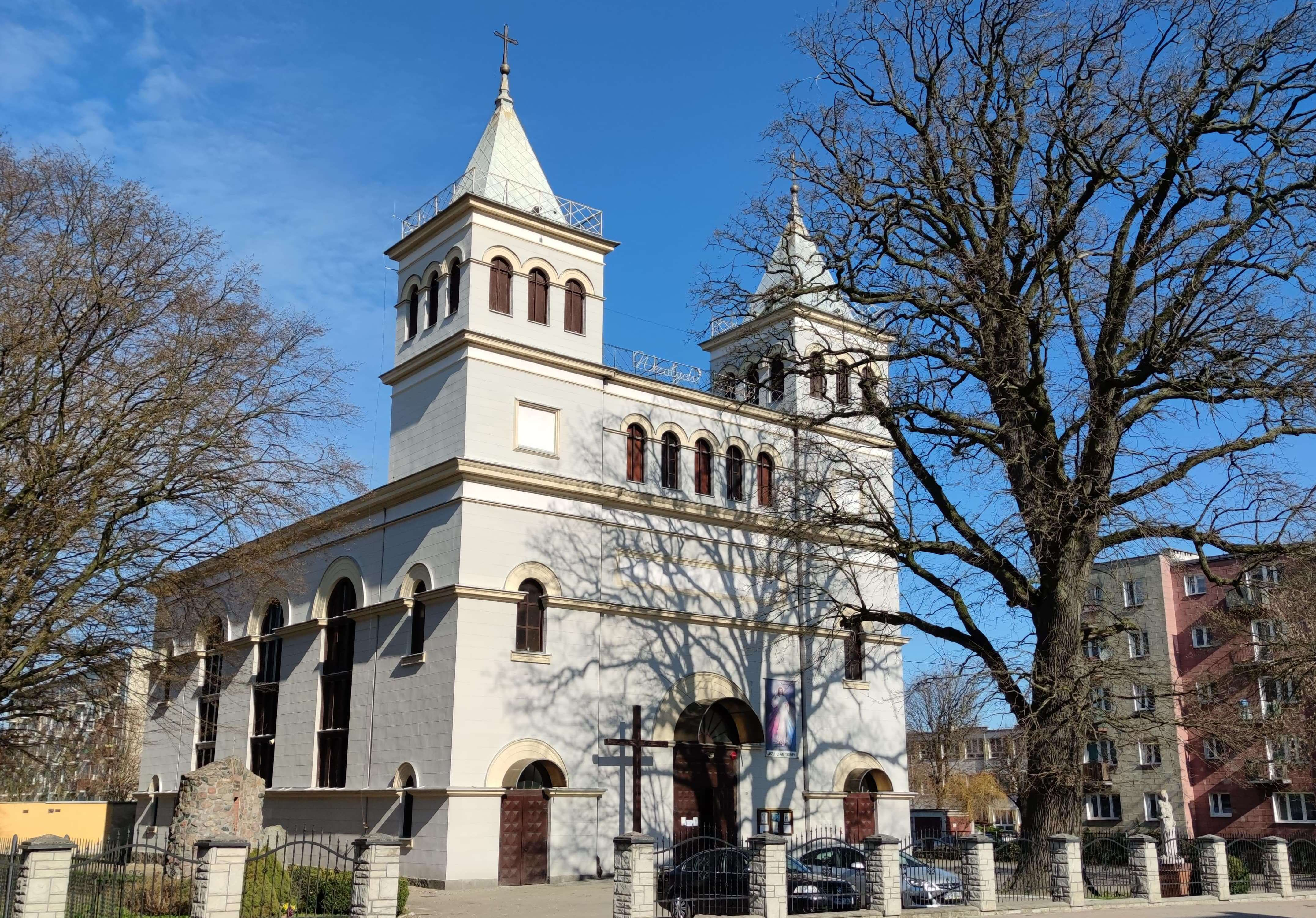
W latach 1837–1945 kościół ewangelicki w Braniewie

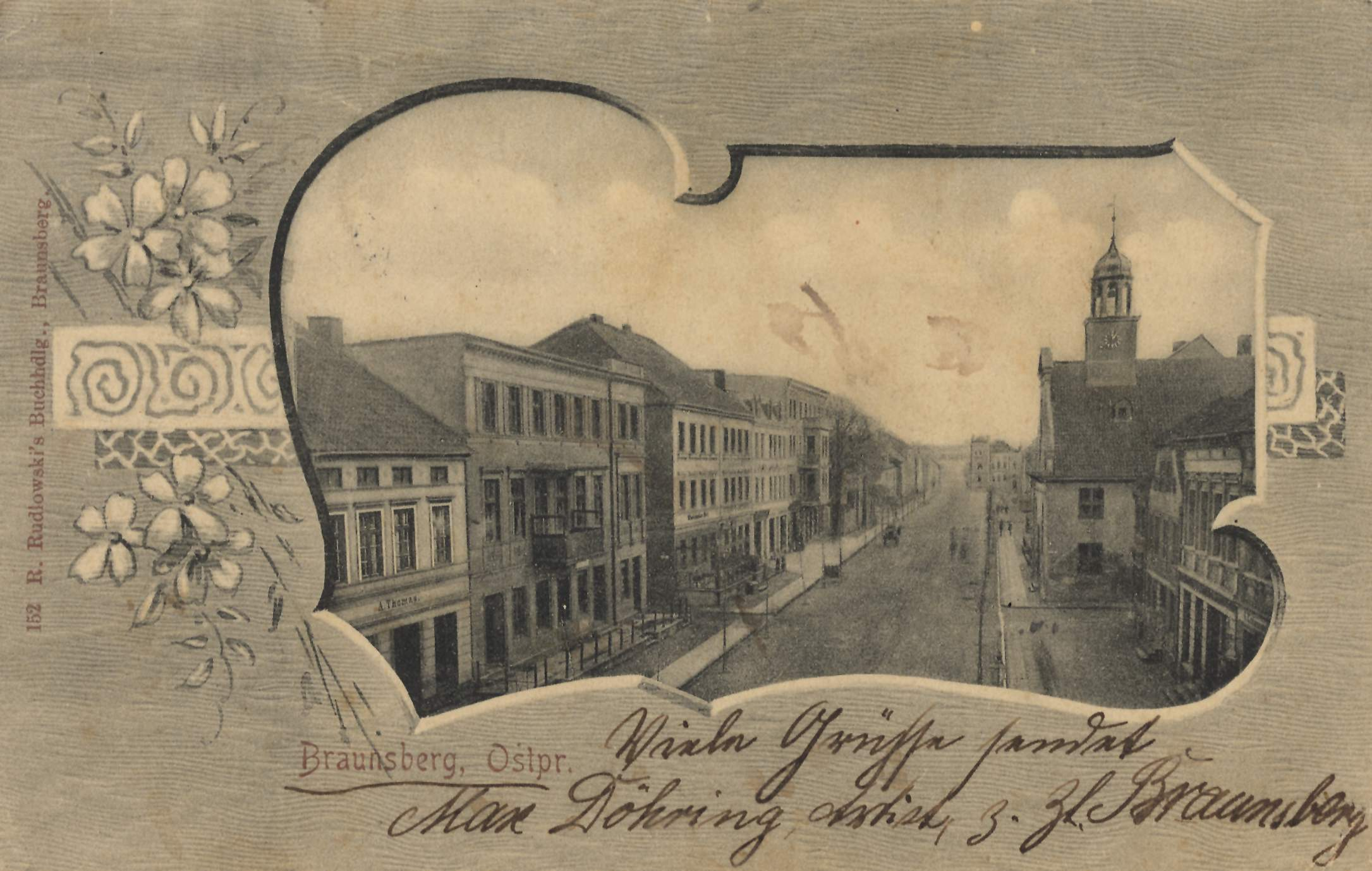
Ratusz Nowego Miasta (po prawej) służył do 1837 parafii za świątynię

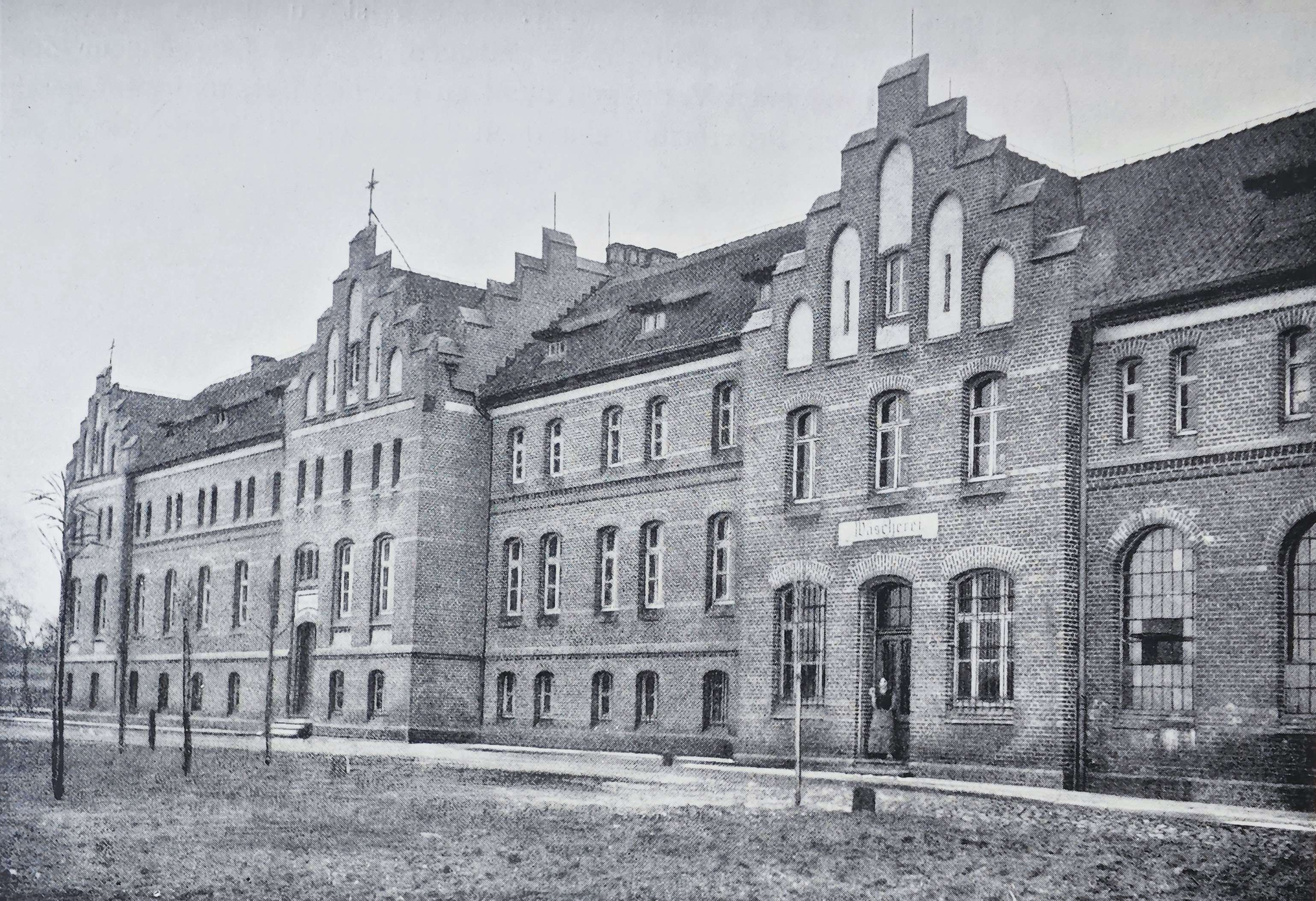
Fundacja Świętej Magdaleny

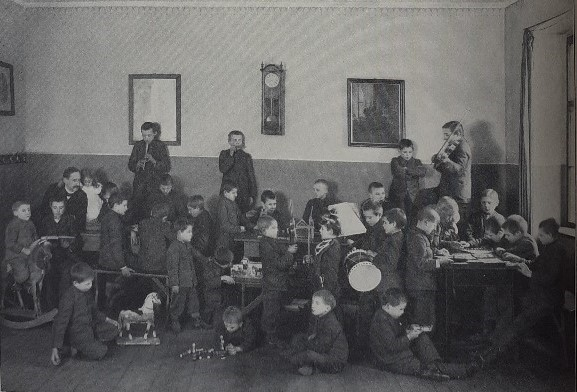
Sierociniec ewangelicki dla chłopców (1912)

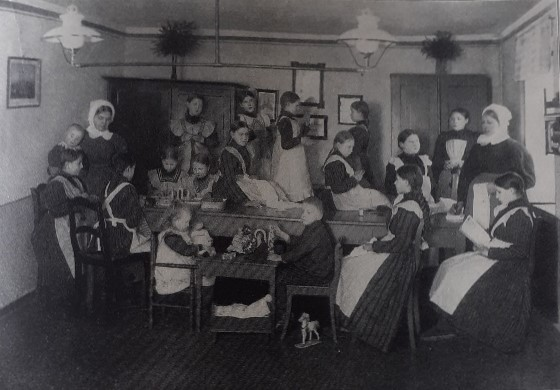
Sierociniec ewangelicki dla dziewcząt (1912)

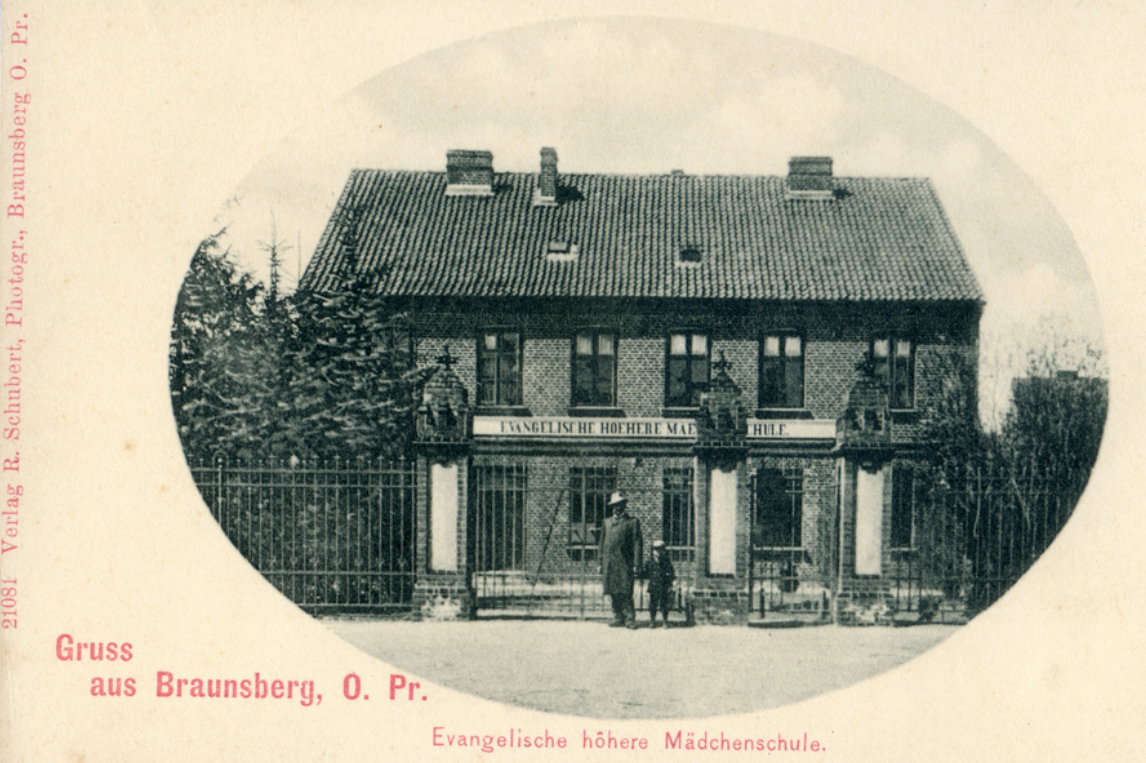
Szkoła ewangelicka dla dziewcząt, połączona w 1922 z Elisabethschule

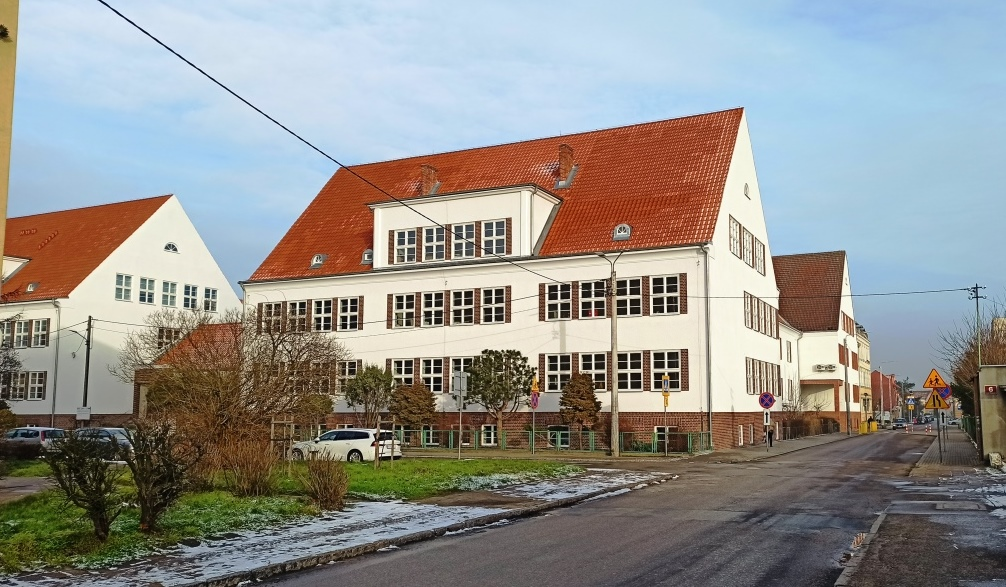
Wybudowana w latach 1926–27 szkoła katolicka i ewangelicka wg projektu Kurta Fricka

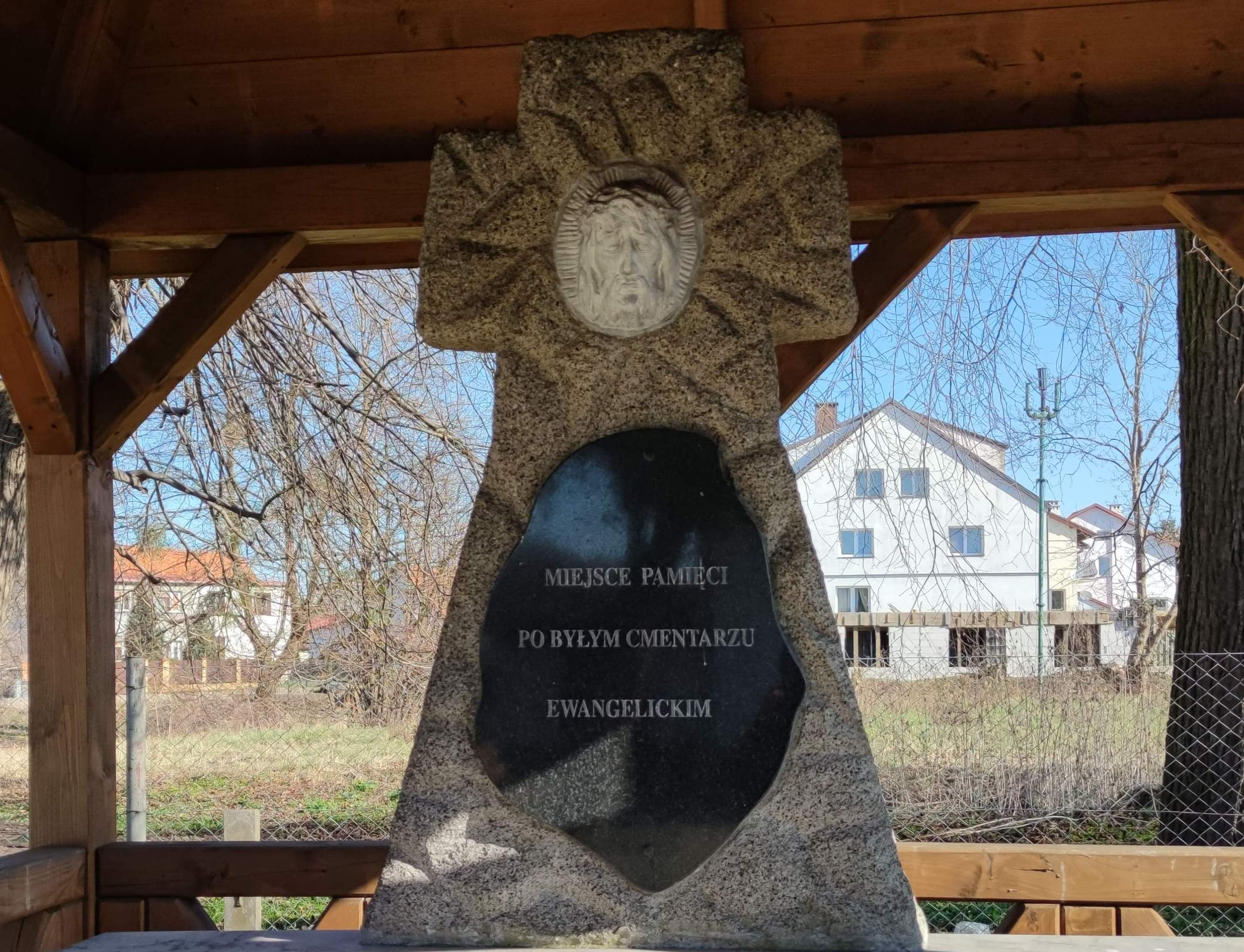
Pomnik pamięci zmarłych spoczywających na cmentarzu ewangelickim w Braniewie

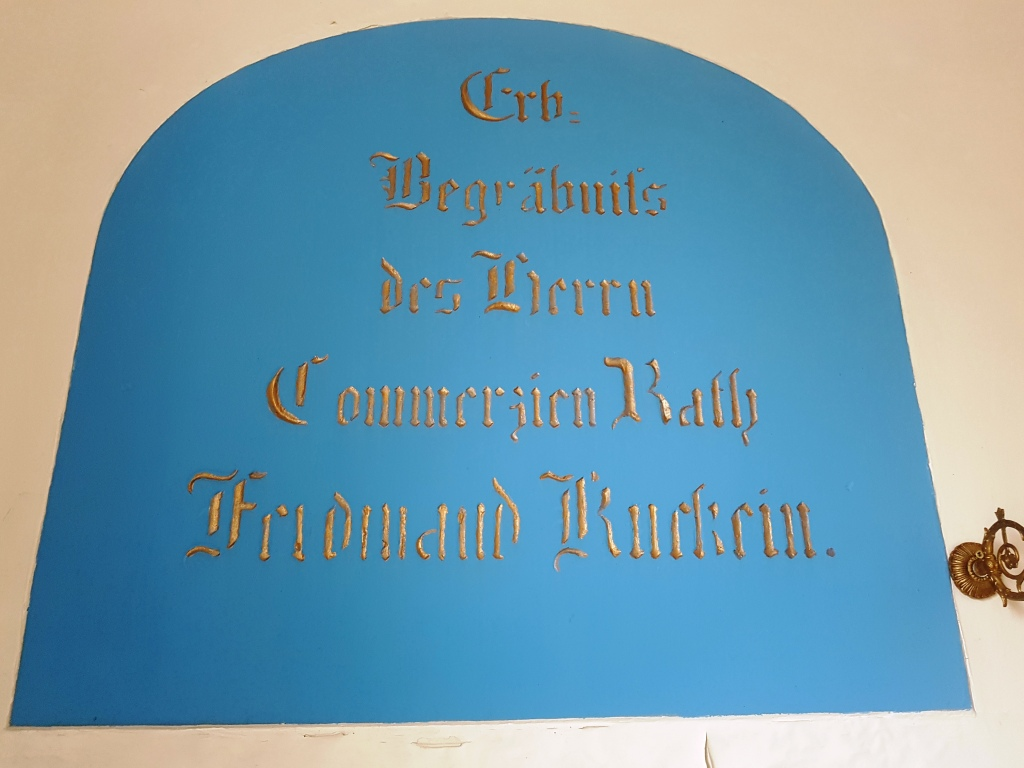
Kamień nagrobny ewangelickiego przedsiębiorcy Ferdinanda Kuckeina (1777–1863) wmurowany w ścianę prawosławnej cerkwi

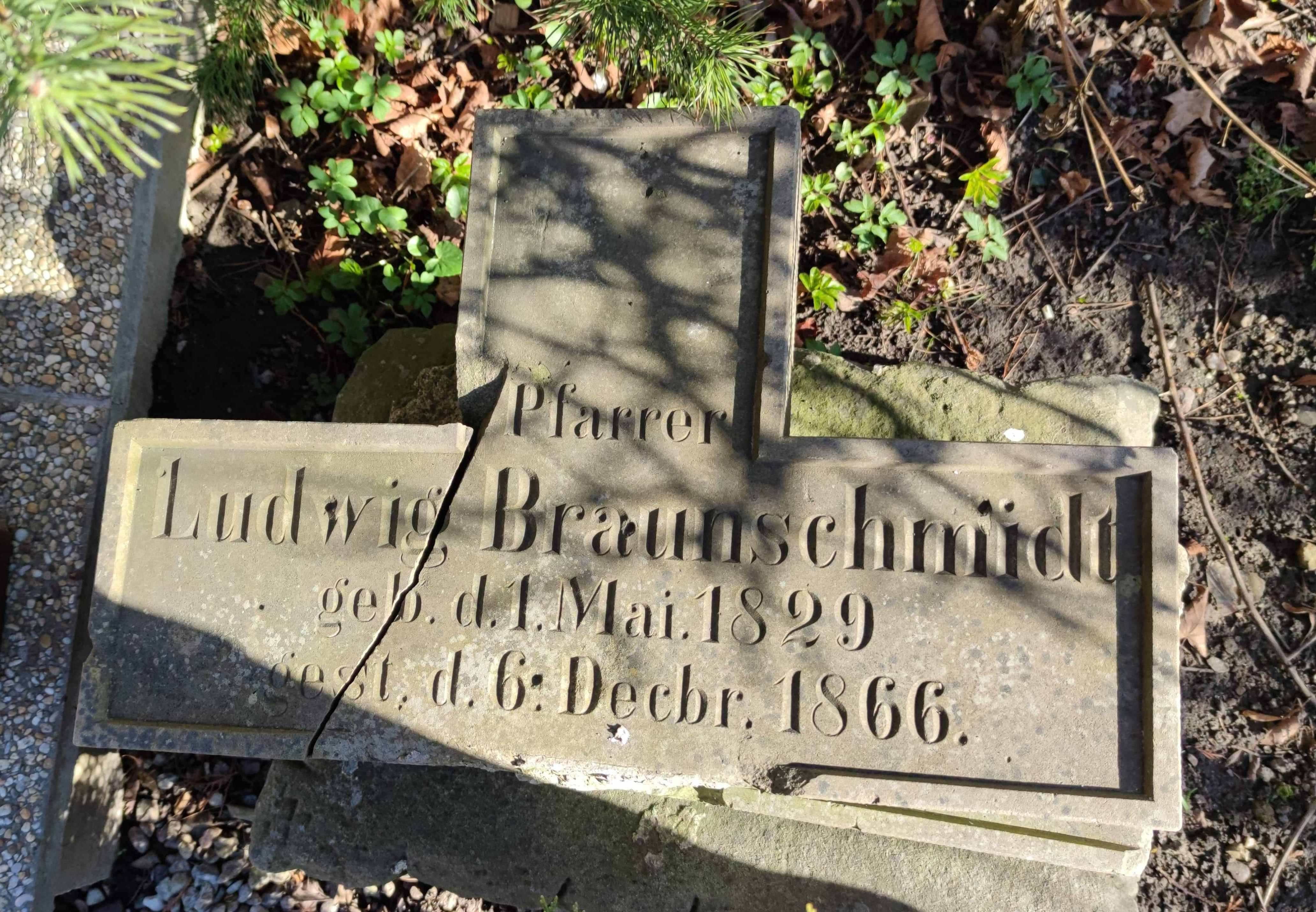
Fragment nagrobka z grobu proboszcza Ludwiga Braunschmidta w lapidarium na cmentarzu ewangelickim

Wspólnota ewangelicka w Braniewie – jednostka organizacyjna Kościoła ewangelickiego powstała w Braniewie po 1772 roku (jako parafia od 1818) i istniejąca do 1945 roku.

## Historia

### 1772–1945

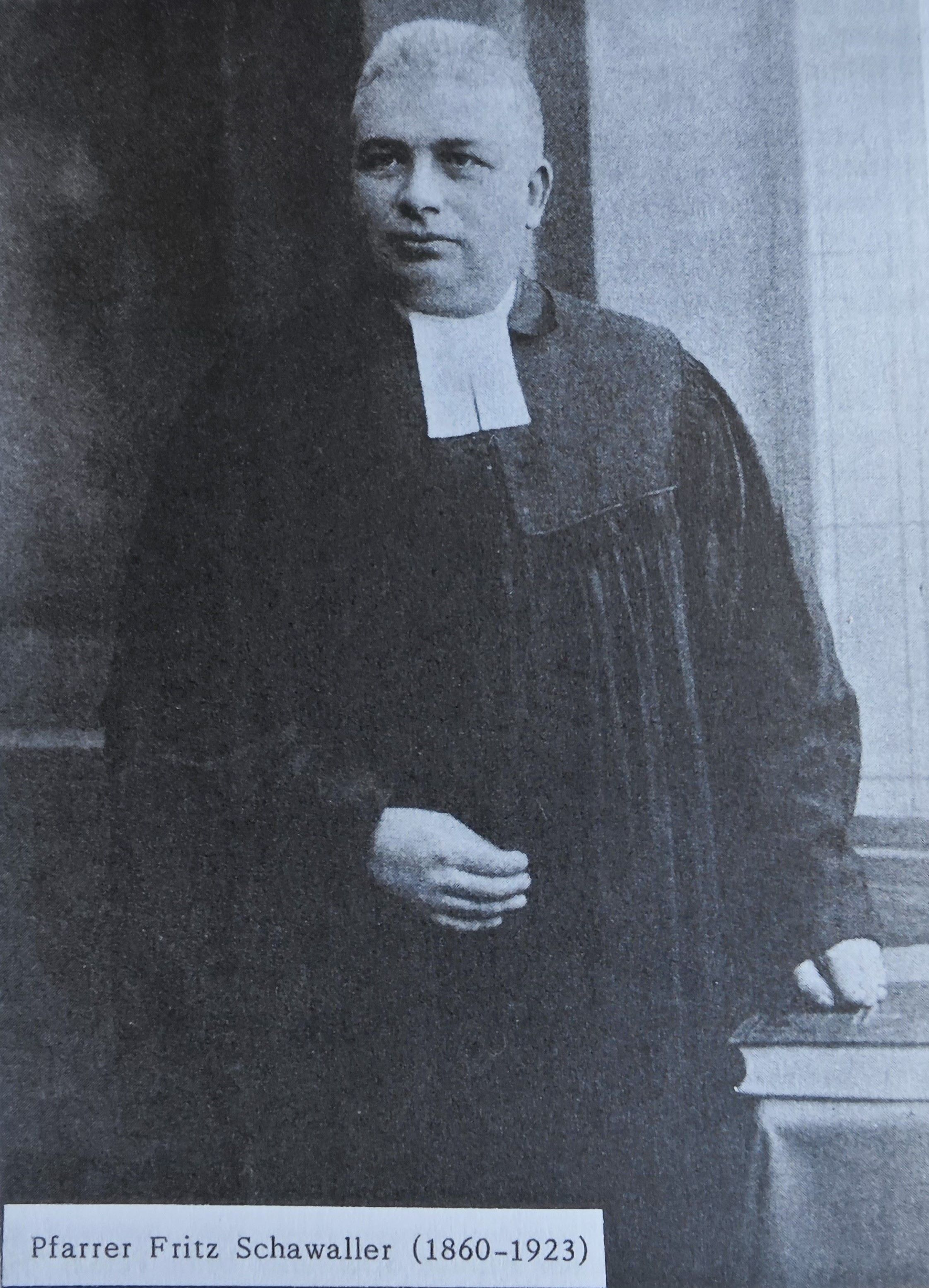
Fritz Schawaller, pastor w latach 1888–1910, superintendent

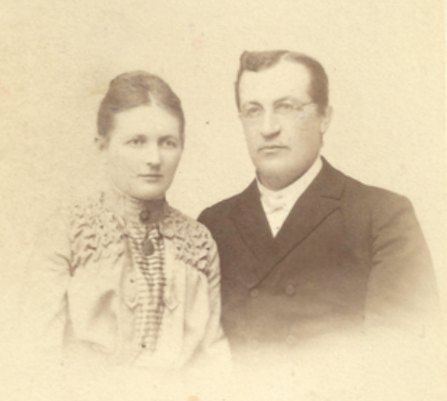
Karl Wilhelm Hildebrandt z żoną, w latach 1904–1929 drugi pastor w Braniewie

Przed 1772 rokiem ewangelicy w Braniewie byli nieliczni, gdyż według ówczesnego prawa nie mieli prawa do zatrzymywania się w miastach Warmii na dłużej niż rok. Przynależeli oni przeważnie do parafii w innych miejscowościach, głównie do najbliższej protestanckiej parafii w odległym o parę kilometrów Gronowie, gdyż tuż na północ od Braniewa przebiegała już granica Warmii i Prus Dolnych.
Początki parafii ewangelickiej w Braniewie na katolickiej Warmii wiążą się z I rozbiorem Polski w 1772 roku, po którym Braniewo znalazło się w granicach Królestwa Prus. W mieście utworzono garnizon wojskowy (w 1773 zaczęto w Braniewie formować 53. pułk fizylierów pod dowództwem płka Lucka). Wojskowi i urzędnicy przysyłani z zewnątrz stanowili główną oś tworzącej się od tego czasu parafii. Oprócz nich osiedlali się też, choć dużo mniej liczni, kupcy i rzemieślnicy. Religijną posługę dla w większości ewangelickich oficerów i żołnierzy sprawowali początkowo przysyłani wraz z wojskiem kapelani.
1 czerwca 1782 roku parafia zyskała w mieście własny cmentarz, gdyż do tej pory zmarłych chowano w oddalonym o około 6 km Gronowie. Burmistrz porządkowy miasta Velhagen oddał w tym celu od dawna nieużytkowany cmentarz przy szpitalu św. Jerzego. W tym samym roku udało się uzyskać katechetę przez państwo opłacanego, pochodzącego z Działdowa pastora Krickende, który utworzył pierwszą szkołę ewangelicką (do której uczęszczały także dzieci katolickie). Oprócz tego rektor Krickende, podczas nieobecności kapelana wojskowego, zastępował go w sprawowaniu wszystkich posług i w prowadzeniu nabożeństw.
Na podstawie rozporządzenia króla Fryderyka II nabożeństwa ewangelickie sprawowano w miejskim ratuszu, w dużej sali posiedzeń na pierwszym piętrze. Jednak ilość wiernych szybko się powiększała. 28 października 1784 roku król Prus Fryderyk II wyraził zgodę na przebudowę dawnego ratusza Nowego Miasta na kościół i sam dołożył na ten cel sumę 1200 talarów (nowomiejski ratusz stał się właśnie zbędny po połączeniu w 1773 roku obu miast w jedno). 1 stycznia 1786 poświęcono nową świątynię, po tym jak dzień wcześniej parafie cywilna i wojskowa utworzyły jedną wspólnotę. Dla wojska nabożeństwa odbywały się do południa, a dla ludności cywilnej w godzinach popołudniowych. W 1782 wybudowano również nowy budynek szkoły elementarnej do nauki dzieci rodzin ewangelickich.
W czasie wojen napoleońskich, w latach 1807–1809, kościół został zamieniony na wiele miesięcy w magazyn. W tym czasie nabożeństwa ewangelickie sprawowane były w kościele katolickim św. Trójcy. Po wojnach napoleońskich z powrotem odremontowano kosztem 600 talarów ratuszowy kościół, a od dnia 7 sierpnia 1809 roku parafia otrzymała po raz pierwszy cywilnego proboszcza – urodzonego w Dzierzgoniu ks. Augusta Theodora Siemienowskiego. Posługiwał on do 1824 roku, po czym został przeniesiony do Czechowa koło Iławy Pruskiej, gdzie pozostał do śmierci w 1836 roku. Kolejnymi proboszczami w Braniewie byli: ks. Eduard Krach (tylko 4 lata, zm. 1828), ks. Ferdinand Bock (1829–1845), ks. Liedke (1847–1853) i ks. Johann Ferdinand Herrmann (od 1853). Co ciekawe, nauczali oni również religii w wymiarze 4 godzin tygodniowo uczniów ewangelickich w katolickim gimnazjum w Starym Mieście (np. w 1813 było ich 19). 
Liczba członków parafii systematycznie rosła, zwłaszcza gdy od 1813 roku stacjonował w mieście pułk piechoty (Infanterie-Regiment). 16 sierpnia 1817 roku parafia, zarządzeniem królewskiego ministerstwa do spraw wewnętrznych, została podniesiona do rangi superintendentury, do której należały ponadto parafie m.in. w: Frombork, Pfahlbude przy ujściu Pasłęki, Pierzchały, Zawierz, Rogity i Rudłowo.
Dotychczasowy „Dom Boży” w ratuszu garnizonowego Braniewa stawał się zbyt ciasny dla parafii, zaczęto zabiegać o pozwolenie na budowę kościoła. W 1826 roku, dzięki wsparciu państwa, parafia otrzymała na budowę nowego kościoła dotację w kwocie 53 196 talarów, 13 groszy srebrnych i 9 fenigów. Projekt nowej świątyni wykonano w Wyższej Deputacji Budowlanej w Berlinie, pod nadzorem architekta Karla Friedricha Schinkla. Prace budowlane rozpoczęto w 1830 roku przy ul. Królewieckiej na parcelach budynków spalonych w pożarze miasta w 1824 roku. Inwestycję prowadzili kolejno powiatowi inspektorzy budowlani: George Rehefeld i August Bertram. Poświęcenie nowo wybudowanej świątyni nastąpiło 19 listopada 1837 roku. Jest to, do dziś zachowany kościół halowy, murowany, wzniesiony na planie wydłużonego prostokąta z wyodrębnioną we wnętrzu absydą ołtarzową, w stylu późnoklasycystycznym, posiadający dwie wieże. Dzwony zostały odlane przez zakład ludwisarski z Królewca. Zawieszenie dzwonów zamówionych za 1400 talarów u znanego ludwisarza Christiana Augusta Copinusa nastąpiło 29 listopada 1831 roku, natomiast mechanizm zegarowy zakupiono u ślusarza Friedricha Wilhelma Ruffa za 430 talarów. Ponadto w 1829 roku rozpoczęto prace przy budowie domu parafialnego i szkoły ewangelickiej przy ul. Królewieckiej. Oba budynki zostały pokryte dachem już jesienią tegoż roku. Budowę plebanii ukończono 2 września 1830, zaś budowę szkoły 9 października 1830 roku. W tym okresie wzniesiono również dom dzwonnikowi.
Ksiądz proboszcz był zarazem nauczycielem religii w szkole elementarnej, w której w czterech klasach było 300 uczniów. Około 150 z nich uczęszczało następnie do braniewskiego gimnazjum na Starym Mieście, razem z młodzieżą katolicką. Proboszczowie obu parafii, jak np. pastor Bock i proboszcz kościoła św. Katarzyny Johann Parschau, bardzo życzliwie odnosili się do siebie, apelując do wiernych o zgodne współżycie i pomagając sobie nawzajem. Toteż obie wspólnoty żyły ze sobą w zgodzie, nie dochodziło między nimi do konfliktów, na co zwracały uwagę osoby przybywające z zewnątrz. Małżeństwa mieszane katolików z ewangelikami były dość częste. Dopiero czasy kulturkampfu przyczyniła się do zmiany tej sytuacji na gorsze.
Parafia podejmowała wiele inicjatyw dobroczynnych, obejmowała opieką osoby chore i sieroty. W 1862 roku proboszcz Hermann wybudował szpital, w 1874 powstał pierwszy sierociniec dla chłopców (Knabenwaisenhaus). W 1883 proboszcz Löfflade wybudował nowy piętrowy przytułek dla chorych i starców o nazwie fundacja św. Marcina (Martinstift), w którym było 20 miejsc dla osób niedomagających oraz dla czterech opiekunów. Obok domu dla sierot postawiono kaplicę „Lutherkapelle”, do nauki religii i innych przedsięwzięć religijno-kulturalnych. Chorzy ewangelicy mogli też uzyskać pomoc i opiekę w dużo bardziej okazałym katolickim szpitalu Najświętszej Marii Panny (Marienkrankenhaus), który w 1863 roku utworzono w budynku przy Ludendorffstraße 16.
10 listopada 1887 roku, w związku z pięćdziesięcioleciem parafii, został poświęcony nowy trzypiętrowy szpital ewangelicki „Jubiläumsstift”, w którym również opiekowano się sierotami. Chorymi w szpitalu opiekował się nieodpłatnie żydowski lekarz dr Wiener. Ponadto w 1899 superintendent nakładem 70 000 marek ufundował trzypiętrowy szpital na 25 chorych i 40 sierot.
Odczuwalny był jednak brak domu parafialnego (Vereinshaus) czy jakiegokolwiek pomieszczenia reprezentacyjnego do zebrań i uroczystości, toteż w 1894 roku przy Königsberger Straße (tj. ul. Królewiecka, również współcześnie) odkupiony został w tym celu dom z ogrodem od bractwa kurkowego (Schützenhaus), w którym znajdowały się m.in. dwie sale, duża i mała, scena oraz jadalnia i wystarczająco dużo miejsca na wszelkie potrzeby wspólnoty.
Kolejnym dużym przedsięwzięciem dobroczynnym proboszcza Schawallera i parafii była budowa w latach 1906–1907 na przedmieściu Koźlin przy Teichstraße (pl. Grunwaldu) fundacji św. Magdaleny (Magdalenenstift) dla 80 dziewcząt, którym starano się im pomóc powrócić do normalnego życia. Była to potężna inwestycja, w skład fundacji wchodziło 7 budynków, ogród owocowo-warzywny, 60 mórg ziemi. Dziewczętami opiekowały się diakonise z Macierzystego Domu Diakonijnego w Królewcu, ucząc je wielu przydatnych w życiu umiejętności (szycia, prania, gotowania czy prac polowych).
W 1913 roku rozkład mieszkańców wg wyznania we władzach miasta Braniewa przedstawiał się następująco: na sesji rady miasta Braniewa ok. jedna trzecich radnych było protestantami, dwie trzecie katolikami oraz dwóch wyznania mojżeszowego. W zarządzie miasta (magistracie) natomiast było 5 katolików i dwóch protestantów, burmistrz, Heinrich Sydath, był katolikiem.
Parafia ewangelicka funkcjonowała w Braniewie do 1945 roku.
| Rok  | liczba mieszkańców | katolicy | ewangelicy | wyznawcy judaizmu | inni chrześcijanie |
| ---- | ------------------ | -------- | ---------- | ----------------- | ------------------ |
| 1890 | 10 351             | 7559     | 3181       | 104               | 0                  |
| 1925 | 13 893             | 9587     | 4211       | 52                | 19                 |
| 1933 | 15 325             | 10 896   | 4299       | 67                | 0                  |
| 1939 | 18 876             | 12 435   | 6106       | 10                | 21                 |

### Sytuacja po II wojnie światowej
W pierwszych miesiącach 1945 roku większość mieszkańców Braniewa sama opuściła miasto przed nadciągającym frontem Armii Czerwonej. Z tych co pozostali, wielu zostało wywiezionych na Wschód lub po wojnie wysiedlonych na Zachód, o ile w ogóle udało się im przejście frontu Armii Czerwonej przeżyć. Po wojnie natomiast kościół ewangelicki, jako najlepiej zachowana świątynia w zniszczonym Braniewie, został przejęty przez napływową ludność polską na główny rzymskokatolicki kościół parafialny miasta i pełnił tę funkcję aż do odbudowania kościoła św. Katarzyny w latach 80. XX wieku. Od 1 stycznia 1993 wydzielona tu została oddzielna parafia św. Antoniego w Braniewie.
W 1953 roku rada diecezjalna ewangelicko-augsburskiej diecezji mazurskiej wystąpiła jeszcze do Prezydium Powiatowej Rady Narodowej w Braniewie z prośbą o przydzielenie ewangelikom kościoła w tym mieście. W uzasadnieniu podano, że w powiecie braniewskim mieszka 150–200 wyznawców obrządku ewangelicko-augsburskiego, którzy nie mogą sprawować praktyk religijnych, gdyż ich świątynię po wojnie zajęli katolicy. W piśmie tym poproszono, aby na potrzeby zboru przekazać mały kościółek znajdujący się w pobliżu – kościół św. Trójcy przy ul. Kościuszki. Władze powiatowe negatywnie odniosły się do tej prośby, w odpowiedzi z lutego 1954 roku wskazały na dużo mniejszą liczbę wiernych, przytaczając własne wyliczenia: ogółem cały powiat braniewski miało ich zdaniem zamieszkiwać jedynie 66 ewangelików, z czego w Braniewie i okolicach – 23 osoby, w Lelkowie i Żelaźnie – 24 osoby, w Pieniężnie – 3 osoby. Natomiast w kwestii kościółka przy ul. Kościuszki stwierdzono, iż ten kościół „zawsze należał do ludności katolickiej”, a po wtóre – jest to budowla zabytkowa, która właśnie remontowana jest przez ks. Batowskiego.